# Benchmarking
El benchmarking és un anglicisme que, en les ciències de l'administració d'empreses, es pot definir com un procés sistemàtic i continu per avaluar comparativament els productes, serveis i processos de treball en organitzacions. Consisteix a agafar com a "comparadors" o benchmarks aquells productes, serveis i processos de treball que pertanyen a organitzacions que evidenciïn les millors pràctiques sobre l'àrea d'interès, amb el propòsit de transferir el coneixement de les millors pràctiques i la seva aplicació.
En economia, pren la seva accepció per a la regulació: benchmarking és una eina destinada a assolir comportaments competitius, eficients econòmicament, en l'oferta dels mercats monopolistes, consistent en la comparació de l'acompliment de les empreses, a través de la mètrica per variables, indicadors i coeficients. En la pràctica, s'utilitzen diversos mecanismes d'incentius al comportament eficient, com per exemple esdevenir la publicitat dels resultats de les comparacions (ningú no vol ser el pitjor) o amb la utilització de mecanismes que transformen aquests resultats comparatius en premis o càstigs sobre els ingressos de l'empresa.

## Origen del terme
El terme anglès benchmark prové de les paraules bench (banqueta, taula) i mark (marca, senyal). No obstant això, en l'accepció original de l'anglès la paraula composta es podria traduir com a mesura de qualitat. L'ús del terme provindria de l'Anglaterra del segle xix, quan els agrimensors feien un tall o marca en una pedra o en una paret per mesurar l'altura o nivell d'una extensió de terra. El tall servia per assegurar un suport anomenat bench, sobre el qual després es recolzava l'instrument de mesura. En conseqüència, totes les mesures posteriors estaven fetes amb base en la posició i alçada d'aquella marca.
La utilització del benchmarking s'ha circumscrit tradicionalment a les organitzacions empresarials, però actualment s'ha estès a diferents àmbits, amb les consegüents modificacions de la seva posada en pràctica. Aquest és el cas de la seva utilització per administracions públiques i agències governamentals per tal de millorar els seus processos i sistemes de gestió i avaluar la implementació de les actuacions polítiques, la gestió estratègica d'una ciutat, etc.

## El valor delbenchmarking
La importància del benchmarking no es troba en la detallada mecànica de la comparació, sinó en l'impacte que poden tenir aquestes comparacions sobre els comportaments. Es pot considerar com un procés útil de cara a assolir l'impuls necessari per realitzar millores i canvis.
Com a tècnica de gestió associada a l'ABM, aquest procés continu de comparar activitats, tant en la mateixa organització com en altres empreses, porta a trobar-ne la millor; per a després intentar copiar aquesta activitat generant el valor agregat més gran possible. Es pretén millorar les activitats que generen valor i reassignar els recursos alliberats en eliminar o millorar activitats que no generin valor o no sigui el desitjat. En conclusió, el benchmarking és la conseqüència d'una administració per a la qualitat.